# Kozlovice u Frýdku-Místku

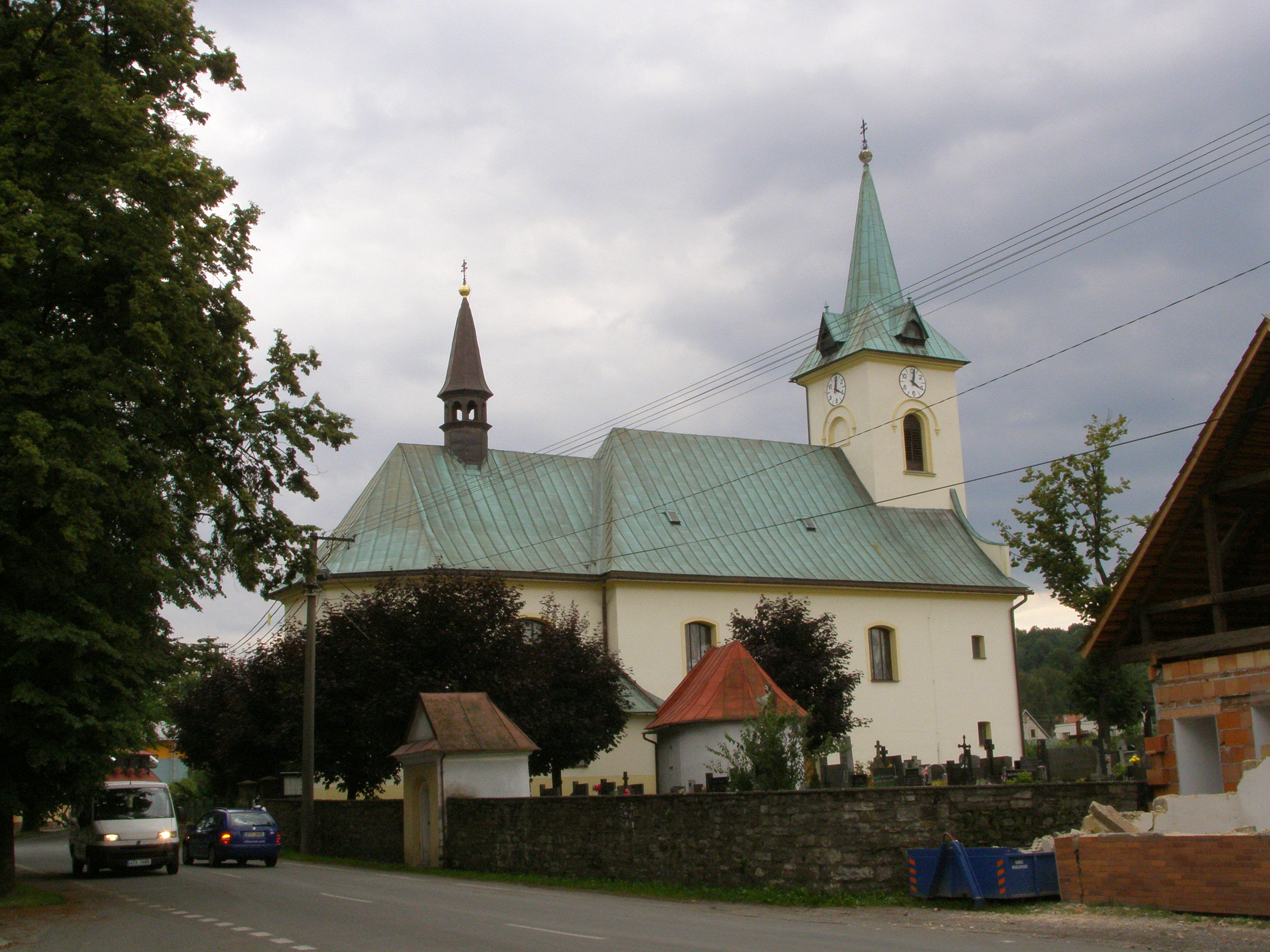
Kirche der St. Barbara und dem Erzengel Michael in Kozlovice (2008)

Kozlovice (deutsch Potzmannsdorf) ist eine Gemeinde im Okres Frýdek-Místek in Tschechien.

## Geographie
Kozlovice befindet sich 3,1 Kilometer von Frýdek-Místek entfernt, bis Ostrava sind es rund 12 Kilometer. Kozlovice grenzt an Hukvaldy, Palkovice, Lhotka u Frýdku-Místku, Kunčice pod Ondřejníkem und Čeladná im Okres Frýdek-Místek sowie an Kopřivnice und Tichá im Okres Nový Jičín. Durch Kozlovice verlaufen mehrere Landstraßen, die den Ort an die umliegenden Gemeinden anbinden. Zudem gibt es im Gemeindegebiet sechs Bushaltestellen. Durch Kozlovice verläuft vertikal die Ondřejnice. Der höchste Punkt im Gemeindegebiet liegt 906 Meter über dem Meeresspiegel.
In Kozlovice wohnen über 3100 Menschen in über 1100 Häusern. Zu den Einrichtungen in Kozlovice zählen eine Grundschule, ein Kindergarten, eine Bibliothek, ein Gesundheitszentrum, eine Apotheke, Sportplätze, ein Einkaufszentrum, Pensionen, eine Tankstelle, eine Konditorei, Skisprungschanzen, eine Brauerei und Restaurants.

## Geschichte
Am 8. September 1294 wurde Kozlovice unter dem Namen Pormansdorf erstmals urkundlich erwähnt. Um 1300 wurde im Dorf eine Holzkirche erbaut, die im 18. Jahrhundert durch die heutige  Kirche der St. Barbara und dem Erzengel Michael ersetzt wurde. Im 16. bis zum 18. Jahrhundert trafen in Kozlovice und seiner Umgebung Walachen ein und brachten ihre Kultur in die Region. 1789 wurde das Dorf Měrkovice gegründet, welches seit dem 1. Juli 1960 ein Ortsteil von Kozlovice ist.

## Ortsteile
- Kozlovice
- Jarošov
- Měrkovice
- Telecí

## Demographie

### Bevölkerungsentwicklung
| Jahr      | 1869 | 1880 | 1890 | 1900 | 1910 | 1921 | 1930 | 1950 | 1961 | 1970 | 1980 | 1991 | 2001 | 2011 | 2021 |
| --------- | ---- | ---- | ---- | ---- | ---- | ---- | ---- | ---- | ---- | ---- | ---- | ---- | ---- | ---- | ---- |
| Einwohner | 1816 | 1865 | 1956 | 2048 | 2120 | 2003 | 2064 | 2281 | 2551 | 2705 | 2828 | 2777 | 2822 | 2853 | 2985 |

### Bevölkerungspyramide

Stand 2011 / Auf Tschechisch beschriftet

## Sehenswürdigkeiten
Das Wahrzeichen der Gemeinde ist die Kirche der St. Barbara und dem Erzengel Michael, ein Barockbau, der 1731 bis 1733 errichtet wurde und 1742 von Jakob Ernst von Liechtenstein-Kastelkorn geweiht wurde.